# アメリカ合衆国美術委員会
アメリカ合衆国美術委員会（アメリカがっしゅうこくびじゅついいんかい、英語: U.S. Commission of Fine Arts、略称: CFA）は、1910年に設立されたアメリカ合衆国連邦政府の監督機関である。

## 権限
CFAは、ワシントンD.C. 内の全ての建築物の「デザインと美観」について審査（承認ではない）をする権限を持っている。CFAは、「オールドジョージタウン法」に基づいて、ジョージタウン歴史地区内にある全ての公共・民間の建造物に対する設計審査権限を持つ「オールドジョージタウン委員会」を任命する。CFAは、「シップステッド＝ルース法」により、アメリカ合衆国議会議事堂、ホワイトハウスの敷地、議会議事堂からホワイトハウスまでのペンシルベニア大通り、ラファイエット広場、ロッククリーク公園、国立動物園、ロッククリーク＝ポトマック・パークウェイ、西ポトマック公園、ナショナル・モールとその構成公園に面する公共・民間の建物の設計と高さに対する承認（審査のみではない）の権限を付与されている。
議会議事堂、議会図書館など議事堂建築監が監督する施設はCFAの管轄外である。

## 歴史
ジョージ・ワシントン大統領は、コロンビア特別区政府に区域内の建築設計と都市計画を規制する権限を与えたが、ジェームズ・モンロー大統領は1822年にこれらの権限を停止した。
1893年にシカゴ万国博覧会が開催されるのを契機として、コスモスクラブとアメリカ建築家協会は、美術・建築の設計を承認する新しい機関の連邦政府への設置を働き掛けるための団体、公共美術連盟 (Public Art League) を結成した。1897年に連邦議会に法案が提出されたが、猟官制が盛んに行われていた当時、連邦議員たちが、委員会の権限を議会が操作できるよう諮問委員会にすることを望んだため、可決しなかった。
1900年、連邦議会は、ワシントンD.C. 内、特にナショナル・モールとその周辺の開発に関する競合する計画を調整するために上院公園委員会（委員長のジェームズ・マクミラン上院議員の名前から「マクミラン委員会」とも呼ばれる）を設置した。同委員会は「マクミラン計画」と呼ばれる都市計画案を立案した。計画では、ラファイエット広場の全ての建物を取り壊し、その周辺に行政官庁を建設すること、ナショナル・モールの南北に広い空間を確保し、通りを再編成し、モール沿いに大規模な博物館や公共建築を建設すること、地区内の公園の大幅な拡張、パークウェイの整備、既存の公園の大規模な改修が提案された。それから数年間で、マクミラン計画の遂行のために、コロンビア特別区内の新しい建物の承認・設計・建設に関する3つの監督機関が設置された。新しい建築物の設計を検討し助言するための美術委員会（1910年設置）、連邦政府機関を収容する建物の建築について勧告する公共建築委員会（1916年設置）、コロンビア特別区の都市計画を監督する首都公園・計画委員会（1924年設置）である。
1909年1月11日、アメリカ建築家協会 (AIA) はセオドア・ルーズベルト大統領に対し、建築、橋、絵画、公園、彫刻などのデザインを必要とする芸術作品について政府に助言する独立した連邦機関の設立を要請し、ルーズベルトはこの提案に同意するという書簡をその日のうちに返信した。同年1月19日、ルーズベルトは美術評議会 (Council of Fine Arts) 設置に関する大統領令1010号を発布した。そして、AIAに対して評議員を30名指名するよう要請し、建築、建築用地の選定、造園、絵画、彫刻に関する事柄については美術評議会に助言を求めるよう閣僚に指示した。美術評議会は同年2月9日に会合を開き、マクミラン委員会が提案したリンカーン記念館の建設地を承認した。
同年3月に大統領に就任したウィリアム・タフトは、同年5月21日に大統領令1010号を撤回した。タフトが美術評議会を廃止した理由については諸説ある。歴史家のスー・コーラーとクリストファー・トーマスは、タフトは美術評議会のアイデアについて支持はしており、これを法律に基づいて設置するために一旦廃止したのだと述べている。しかし、ワシントン・ポスト紙によれば、この評議会は議会の議論の的となっており、美術評議会の予算を凍結するために、法律で定められていない連邦機関のための連邦資金の支出を禁止する法案が議会で可決されていたという。
同年中に、エリフ・ルート上院議員が美術委員会設置に関する法案を起草し、サミュエル・W・マッコール下院議員により法案H.R.19962として下院に提出された。法案は1910年2月9日に下院を通過した。下院の法案では、委員の任命は上院の承認を必要とし、任期は4年で、委員の資格は「名声のある芸術家」とされていた。美術委員会は、芸術とデザインに関する全ての問題についての諮問機関であり、記念碑や彫像の設置場所の選定についての最終的な決定権が与えられていた。ルート上院議員が下院の法案を上院で取りまとめた。下院議長のジョセフ・ガーニー・キャノンがこの法案に反対し、法案は図書館委員会で留め置かれた。しかし、共和党の離党者が民主党と協力し、キャノン議長の権力が剥奪された。美術委員会法案はすぐに図書館委員会を通過し、上院に回された。
上院ではこの法案を修正し、1910年5月3日に通過した。上院の修正で、委員は7人の「芸術に精通した者」とされ、記念碑や彫像の設置に関する権限が削除され、諮問的な権限にとどめられた。5月9日の会議委員会で、下院の議員が上院の修正案に同意し、委員の任命に上院の承認が必要という要件を削除することに上院の議員が同意した。また、要請に応じて美術委員会は議会議事堂と議会図書館の建物について助言することができるという文言が追加された。修正された法案は、5月12日に下院で、5月17日に上院で可決され、その直後にタフト大統領が署名した。
1910年6月13日、タフトは7人の委員を指名し、建築家ダニエル・バーナムを委員長に任命した。
1910年のCFA設立法では、委員会に与えられた権限は記念碑や記念施設の設置に関する助言のみだった。1910年10月25日、タフト大統領は、コロンビア特別区に建設される全ての新しい公共建築物について、CFAの審査を受けることを義務づける大統領令1259号を発令した。1913年11月28日、ウッドロウ・ウィルソン大統領は、CFAの権限を拡大し、コロンビア特別区内における街並みに重要な影響を与える新しい建造物、または芸術の問題で連邦政府が関係するものをCFAの諮問対象とする大統領令1862号を発令した。1921年7月28日、ウォレン・ハーディング大統領は、CFAの審査対象を、連邦政府またはコロンビア特別区政府が建設する噴水、記念碑、公園、銅像、および発行するコイン、記章、メダルのデザインにまで拡大する大統領令3524号を発令した。

## 委員
美術委員会は、大統領によって任命された7人の委員で構成される。この任命は上院の承認を受ける必要はない。委員の任期は4年で、再任は妨げられず、期数の制限もない。2022年5月現在の委員は以下の通りである。
- ビリー・チエン (Billie Tsien) - 2021年6月9日任命。トッド・ウィリアムズ＝ビリー・チエン建築事務所（英語版）創設者
- ヘイゼル・ルース・エドワーズ (Hazel Ruth Edwards) - 2021年6月9日任命。ハワード大学建築学部長
- ピーター・D・クック (Peter D. Cook) - 2021年6月9日任命。ハンメル・グリーン・アブラハムソン（英語版）(HGA)代表[26]
- リサ・E・デルプレイス (Lisa E. Delplace) - 2022年4月7日任命。エーメ+ヴァン・スウェーデン名誉CEO
- ジェームズ・C・マクレリー2世 (James C. McCrery II) - 2019年12月17日任命。アメリカ・カトリック大学（英語版）教授
- ジャスティン・ギャレット・ムーア (Justin Garrett Moore) - 2021年6月9日任命。アンドリュー・メロン財団ヒューマニティ・イン・プレース・プログラム指導者
- ダンカン・G・ストロイク（英語版） - 2019年12月17日任命。ノートルダム大学教授[27]

2021年5月、ジョー・バイデン大統領は、ワシントンD.C. 副市長による、美術委員は多様性を持たせ公平性を進めるべきだという主張を受けて、ユダヤ人のジャスティン・シューボフ委員長ら4人の白人男性の委員を解任した。『ブルームバーグ』や『ニューヨーク・タイムズ』は、解任の理由は「古典建築への強い支持が、バイデンの美的感覚と一致しない」ためであるとホワイトハウスが発表したと報じた。2018年10月にドナルド・トランプ前大統領により委員に任命され、1月に委員長になったばかりのシューボフは、「委員会の110年の歴史の中で、大統領が解任した委員はいない」と述べた。

### 歴代委員長
委員の中から委員長 (chair)、副委員長 (vice-chair) を各1名選出する。2022年5月までに12人が美術委員会委員長を務めた。以下に歴代の委員長とその任期（委員としての任期とは異なる場合がある）を示す。
1. ダニエル・バーナム, 1910年-1912年
2. ダニエル・チェスター・フレンチ, 1912年-1915年
3. チャールズ・ムーア（英語版）, 1915年-1937年
4. ギルモア・クラーク, 1937年-1950年
5. デイビット・E・フィンリー・ジュニア（英語版）, 1950年-1963年
6. ウィリアム・ウォルトン（英語版）, 1963年-1971年
7. J・カーター・ブラウン（英語版）, 1971年-2002年
8. ハリー・G・ロビンソン3世（英語版）, 2002年-2003年
9. デイヴィッド・チャイルズ（英語版）, 2003年-2005年
10. アール・A・パウエル3世（英語版）, 2005年-2021年
11. ジャスティン・シューボフ（英語版） - 2021年1月-5月[34]
12. ビリー・チエン, 2021年6月-